# Municipio de Beech Mountain
El municipio de Beech Mountain (en inglés: Beech Mountain Township) es un municipio ubicado en el  condado de Avery en el estado estadounidense de Carolina del Norte. En el año 2010 tenía una población de 672 habitantes.

## Geografía
El municipio de Beech Mountain se encuentra ubicado en las coordenadas 36°13′3.97″N 81°56′14.88″O / 36.2177694, -81.9374667.